# William Haviland
William Haviland (1718 - 16 septembre 1784) est un officier  d'origine irlandaise dans l'armée britannique.

## Biographie
William Haviland est né en Irlande en 1718. Il est entré au service militaire comme enseigne dans le 43rd Foot en 1739, et a vu pour la première fois l'action pendant la guerre de l'oreille de Jenkins dans une expédition ratée contre Carthagène (dans la Colombie actuelle). Il a ensuite servi pendant l'insurrection jacobite de 1745 et a atteint le grade de lieutenant-colonel en 1752.

## Guerre de 7 ans
En 1757, il fut envoyé en Amérique du Nord, où il participa pour la première fois à l'expédition avortée de Lord Loudoun à Louisbourg. Cet hiver-là, en tant que colonel, il fut placé aux commandes du fort Edward sur le cours supérieur du fleuve Hudson, l'avant-poste avancé à la frontière entre le New York britannique et le Canada français. Il a participé à l'attaque désastreuse de James Abercrombie sur le fort Carillon en 1758, menant l'une des colonnes d'attaque. En 1759, il servit sous les ordres de Jeffery Amherst dans sa prise de Carillon et fut récompensé par une promotion au grade de général de brigade et commandant de l'expédition de 1760 de Ticonderoga à Montréal, passant par le lac Champlain et la Rivière Richelieu, capturant au passage le fort de l'Île aux Noix, défendu par Bougainville. Puis Haviland rejoignit Amherst et Murray à Montréal lors de la capitulation du Canada en septembre 1760.
Il fut ensuite envoyé par Amherst, devenu alors gouverneur général de l'Amérique du Nord britannique, aux Antilles, où il participa à l'invasion de la Martinique et à la bataille de La Havane à Cuba en 1762, ce qui lui valut une promotion au grade de major général. En 1767, il fut nommé colonel à vie du 45e régiment d'infanterie.

## Fin de carrière
Il est promu lieutenant général en 1774 et sert à la défense de la Grande-Bretagne. Il fut promu général à part entière en 1783 et mourut l'année suivante. Il s'est marié deux fois, avec un fils et une fille de sa seconde épouse. 